# Paavo Lonkila
Paavo Lonkila   (Kiuruvesi, 11 de gener de 1923 - Kiuruvesi, 22 de setembre de 2017) fou un esquiador de fons finlandès que va destacar a la dècada del 1950.

## Carrera esportiva
Especialista en esquí de fons, l'any 1950 formà part de l'equip finlandès que va aconseguir guanyar la medalla de plata en el Campionat del Món d'esquí de fons, disputat a Lake Placid, en la prova de 4x10 quilòmetres relleus.
En els Jocs Olímpics d'Hivern de 1952 realitzats a Oslo (Noruega) aconseguí guanyar la medalla d'or en la prova de relleus 4x10 quilòmetres i la medalla de bronze en la prova de 18 quilòmetres.